# Robert de Croismare
Robert de Croismare ou Robert de Croixmare est un évêque catholique français, archevêque de Rouen du 20 mars 1483 au 18 juillet 1493.

## Sa famille
Né vers 1445, Robert de Croismare est issu d'une famille de marchands et d'hommes de loi rouennais. Il est le fils de Guillaume de Croismare, seigneur des Alleux et de Perrette Roussel, nièce de Raoul Roussel, archevêque prédécesseur du cardinal d'Estouteville. Il est le demi-frère de Guillaume Picard, procureur du roi puis bailli de Rouen, fils de Guillaume Picard, seigneur d'Ételan, secrétaire du roi puis général des finances de Louis XI.

## Biographie
Il suit des études de droit. Il est licencié en droit civil et bachelier en décret. Il est un chanoine prébendé de Rouen en 1469. Curé de Rougemontiers en 1470, il est curé de Grainville-la-Teinturière en 1473. Il devient archidiacre du Grand-Caux en 1476.
Grâce au soutien de Guillaume Picard, bailli de Rouen, avec l'appui du roi, le chapitre élit Robert de Croismare le 20 mars 1483. Le 5 mai 1483, il présente ses bulles de nomination et est reçu archevêque de Rouen. Il fait son entrée solennelle le 6 septembre suivant.
Pour financer la réalisation d'une nouvelle tour à la cathédrale de Rouen, il y attribue les aumônes en échange des dispenses du beurre et de lait durant le Carême. C'est ainsi qu'il engage le 10 novembre 1485 la construction de la Tour du Beurre, qui sera achevée après sa mort en 1507. Il réalise à partir de 1491 la construction d'orgues comprenant des jeux de 32 pieds pour remplacer celui du chœur de la cathédrale. Placés sur une tribune en bas de la nef, elles sont utilisées pour la première fois à l'Annonciation 1494>ref name="FEG"/>.
Malade au début de 1493, il teste le 29 mars depuis le prieuré de Grandmont dont il est le prieur. Il meurt à l'archevêché le 18 juillet 1493 et il est inhumé dans la chapelle de la Vierge de la cathédrale, au côté du cardinal Gilles Deschamps.

## Héraldique
Ses armes sont: d'azur au léopard d'or, armé et lampassé de gueules,.